# O biednym młynarczyku i kotce
O biednym młynarczyku i kotce (Der arme Müllersbursch und das Kätzchen) – baśń opublikowana przez  braci Grimm w 1815 roku w zbiorze ich  Baśni (tom 2, nr 106) 

## Treść[1]
Pewien stary młynarz miał trzech uczniów. Pewnego dnia oświadczył im, że czuje się zbyt stary, by dalej pracować w swoim młynie. W związku z tym postanowił przekazać swój młyn jednemu z nich, w zamian za opiekę na starość. Uczniem, który otrzyma młyn, będzie ten, który sprowadzi dla niego najlepszego konia. 
Uczniowie natychmiast wyruszyli w drogę. Jednym z  nich był Jaś, który nie był lubiany przez pozostałych, gdyż nie garnął się do pracy w młynie i miał opinię głupka. Dlatego też przy pierwszym postoju koledzy, korzystając z tego, że jeszcze śpi, odeszli i pozostawili go samego. Jaś po przebudzeniu spostrzegł, że pozostał sam w odludnej okolicy. Ruszył więc sam w dalszą drogę.
Kiedy szedł samotnie przez las, spotkał kotkę, która przemówiła do niego ludzkim głosem. Powiedziała, iż wie, że Jaś poszukuje konia. Obiecała, że da mu konia, jeśli przez siedem lat będzie jej lojalnym sługą. Nie mając nic do stracenia, Jaś przyjął jej ofertę.
Kotka zaprowadziła go do swojego zaczarowanego pałacu, gdzie jej służbą były inteligentne koty. Koty usługiwały zarówno kotce, jak i Jasiowi, nakrywając do stołu i pomagając w ubieraniu. On sam z kolei  miał swoje obowiązki, do których należało rąbanie drzewa, koszenie trawy oraz budowanie domku dla kotki. Kiedy minęło siedem lat, kotka pokazała Jasiowi dwanaście koni i kazała wybrać jednego. Kiedy Jaś dokonał wyboru, kotka oświadczyła, że przyprowadzi go osobiście do jego domu za trzy dni. 
Jaś ruszył w drogę powrotną do młyna ubrany w swoje stare, podarte ubranie, gdyż nie dostał nowego. Gdy dotarł na miejsce, byli tam już dwaj pozostali uczniowie młynarza, którzy przyprowadzili swoje konie – nie najlepszej jakości. Zapytali go, gdzie jest jego koń, a kiedy odparł, że przyjdzie za trzy dni, zaczęli z niego kpić. Młynarz nie pozwolił mu zasiąść do stołu, gdyż jego ubranie jest zbyt poszarpane i brudne. Gdyby ktoś przyszedł, byłby wstyd. Spać musiał w domu dla gęsi. 
Gdy minęło trzy dni, pod młyn zajechała piękna kareta, zaprzężona w sześć koni. Był także siódmy koń, przeznaczony dla Jasia. Z karety wysiadła nie kotka, ale piękna królewna. Oświadczyła, że przywiozła konia dla Jasia. Słysząc to młynarz, chciał przekazać, zgodnie z obietnicą, młyn Jasiowi. Ale Królewna kazała mu zatrzymać i konia, i młyn. Zabrała Jasia do swojego pałacu, gdzie wkrótce się pobrali.